# Daimler Schroedterwagen
Daimler Schroedterwagen (с нем. «автомобиль Шрёдтера и Даймлера») — легковой автомобиль каретного типа, разработанный немецкой компанией Daimler-Motoren-Gesellschaft в 1892 году под руководством Макса Шрёдтера. Является развитием идей, применённых при производства модели «Daimler Stahlradwagen». Автомобиль оснащался двигателем внутреннего сгорания с двумя цилиндрами, мощность которого составляла около 2 лошадиных сил при более чем 700 оборотов в минуту.
Производство продолжалось на протяжении трёх лет до 1895 года. В том же году Даймлер и его коллеги, ранее покинувшие компанию, снова возглавили предприятие и начали развивать программу реконструкции, в результате которой появилась модель «Daimler Riemenwagen». Всего было собрано 12 единиц автомобиля «Daimler Schroedterwagen».

## Описание
Автомобиль в музее Mercedes-Benz.
Автомобиль «Daimler Schroedterwagen» был создан немецким производителем автомобилей Daimler-Motoren-Gesellschaft в 1892 году. Модель была разработана без участия Готлиба Даймлера и Вильгельма Майбаха, так как последние в связи с возникшими разногласиями между партнёрами предприятия покинули компанию как раз в том же году. Ответственным за модификацию выступал Макс Шрёдтер, новый технический директор предприятия.
Автомобиль оснастили четырёхтактным двигателем внутреннего сгорания с двумя цилиндрами, характеристики которого зависели от модификации. Так, например, рабочий объём силового агрегата колебался от 760 до 1060 см3. Мощность варьировалась от 1,8 и до 2,1 лошадиных сил. Система питания представляла собой поверхностный карбюратор, степень сжатия составляла 2,5:1. Диаметр цилиндра и ход поршня колебались в диапазонах от 67 x 108 мм до 75 x 120 соответственно. В конструкции силового агрегата применялись один впускной (автоматический) и один выпускной (регулируемый) клапана. Мощности двигателя хватало для того, чтобы развивать максимальную скорость в 18 км/ч. Рама автомобиля представляла собой стальную трубу, передняя подвеска — велосипедные вилки без оси. Модель оснащалась деревянными колёсами размером 750 мм спереди и 1000 мм сзади, на которых закреплялись покрышки из твёрдой резины. Мощность двигателя, в отличие от модели «Daimler Stahlradwagen», передавалась на задние колёса не только при помощи редуктора, но и цепи. Коробка передач обладала 3 скоростями, задняя передача отсутствовала.
В 1893 году один из таких автомобилей был приобретён Хасаном I, султаном Марокко. 
Так сложилось, что ни Шрёдтер, ни его автомобиль не имели особо успеха и, как следствие, компания находилась на грани банкротства в середине 1895 года. Так продолжалось до тех пор, пока конструкторы вновь не возглавили предприятие, выведя его из бедственного положения.
В настоящее время репродукция автомобиля «Daimler Schroedterwagen» представлена в музее Mercedes-Benz.